# Gnaeus Claudius Severus (Konsul 235)
Gnaeus Claudius Severus war ein römischer Politiker und Senator des 3. Jahrhunderts.
Severus stammte aus Pompeiopolis in Paphlagonien. Wie Tiberius Claudius Quintianus, sein Kollege im ordentlichen Konsulat des Jahres 235, war auch Severus mit dem antoninischen Kaiserhaus verwandt. Sein gleichnamiger Großvater hatte um 162/163 Annia Aurelia Galeria Faustina geheiratet, die älteste Tochter des Kaisers Mark Aurel.